# Ichthyophis tricolor
Ichthyophis tricolor Annandale, 1909 là một loài ếch giun thuộc chi Ichthyophis, Họ Ếch giun. Đây là một loài động vật đặc hữu của Kerala. Môi trường sinh sống của chúng ở các khu vực nhiệt đới và cận nhiệt đới, trong các ao hồ, sông, vùng ngập nước. Hình ảnh: Ichthyophis tricolor